# الأدب الإنجليزي في القرن العشرين

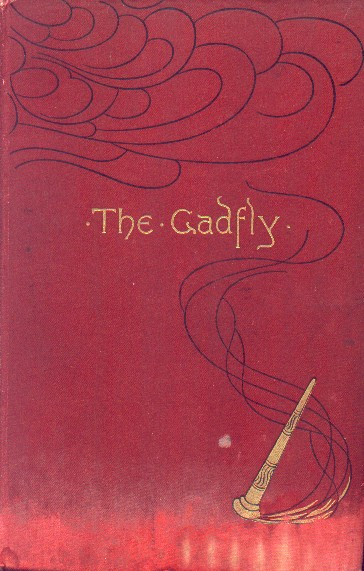
غلاف الإصدار الأول من رواية «الذبابة» للكاتب إي. إل. فوينيتش

يركز هذا المقال على أدب اللغة الإنجليزية، لا على أدب إنجلترا، لذا يشمل كُتّابًا من اسكتلندا وويلز وكامل أيرلندا، بالإضافة إلى الأدب المكتوب بالإنجليزية في المستعمرات البريطانية السابقة.
الحركة الحداثية حركة أدبية رئيسة في الجزء الأول من القرن العشرين. يُستخدم مصطلح أدب ما بعد الحداثة لوصف ميول محددة في أدب ما بعد الحرب العالمية الثانية.
كان الكتّاب الأيرلنديون مهمين على نحو خاص في القرن العشرين، بما فيهم جيمس جويس وصمويل بيكيت لاحقًا، وكلاهما من الشخصيات المحورية في الحركة الحداثية. كان الأمريكيون، مثل الشاعرين تي. إس. إليوت وإزرا باوند والروائي ويليام فوكنر، من الحداثيين المهمين أيضًا. تضمن الحداثيون البريطانيون جوزيف كونراد، وإي. إم. فوستر، ودوروثي ريتشاردسون، وفرجينيا وولف، ودي. إتش. لورنس. في منتصف القرن العشرين، بدأ كتّاب كبار بالظهور في مختلف دول الكومنولث البريطاني، بما فيهم عدة فائزين بجائزة نوبل.

## الحداثية بين 1901 و1922
في بداية القرن العشرين، تطورت الحداثية الأدبية في العالم الناطق بالإنجليزية نتيجة للشعور العام بالخيبة تجاه توجهات الحقبة الفيكتورية من القطعية والمحافظة والإيمان بفكرة الحقيقة الموضوعية. تأثرت الحركة بأفكار تشارلز داروين (1809 – 1882) عن أصل الأنواع (1859)؛ وإرنست ماخ (1838 – 1916)، وهنري بيرغسون (1859 – 1941)، وفريدريك نيتشه (1844 – 1900)، وجيمس جي. فريزر (1854 – 1941) وكارل ماركس (1818 – 1883) رأس المال 1867؛ ونظريات التحليل النفسي خاصة سيغموند فرويد (1856 – 1939)، وغيرهم. كانت الحركتان الفنيتان القاريتان الانطباعية ولاحقتها التكعيبية مصدرا إلهام هامين للكتّاب الحداثيين أيضًا. كان السباقون أدبيًا إلى الحداثية: فيودور دوستويفسكي (1821 – 1881) الجريمة والعقاب (1866)، الإخوة كارامازوف (1880)؛ ووالت وايتمان (1819 – 1892) أوراق العشب (1855 – 1891)؛ وشارل بودلير (1821 – 1867) أزهار الشر؛ ورامبو (1854 – 1891) التنويرات (1874)؛ وأوغست ستريندبرغ (1849 – 1912)، وبخاصة أُخَر مسرحياته.
كان توماس هاردي (1840- 1928) شاعرًا غنائيًا بريطانيًا كبيرًا في العقود الأولى من القرن العشرين. رغم أنه لم يكن حداثيًا، كان هاردي شخصية انتقالية هامة بين العصر الفيكتوري والقرن العشرين. كان هاردي روائيًا كبيرًا في أواخر القرن التاسع عشر، لكنه ركز على نشر الشعر بعد النقد المؤذي الذي تعرضت له أخيرة رواياته، جود الغامض. من ناحية أخرى، تابع واحد من الشخصيات الانتقالية الهامة بين الفيكوريين والحداثيين، وهو الروائي هنري جيمس من أواخر القرن التاسع عشر (1843 – 1916)، نشر الأعمال الكبرى في القرن العشرين. وُلد جيمس في الولايات المتحدة، وعاش في أوروبا منذ عام 1875، وصار مواطنًا بريطانيًا في عام 1915. نشر مهاجر آخر، هو الروائي الحداثي بولندي المولد جوزيف كونراد (1857 – 1924) أول أعماله المهمة، قلب الظلام، في عام 1899 واللورد جيم في عام 1900. نُشرت رواية الأخت كاري للداعية إلى الطبعانية ثيودور درايزر (1871 – 1945) في عام 1900 أيضًا.

### الشعر
مع ذلك، لم يُنشر شعر الفيكتوري جيرارد مانلي هوبكينز (1844 – 1889) الأصلي للغاية حتى عام 1918، بعد وقت طويل من وفاته، بينما بدأت الحياة المهنية لشاعر حداثي أساسي آخر، هو الأيرلندي دبليو. بي. ييتس (1865 – 1939)، في وقت متأخر من العصر الفيكتوري. كان ييتس واحدًا من الشخصيات الطليعية في أدب القرن العشرين. كان أحد أعمدة كلا المؤسستين الأدبيتين الأيرلندية والبريطانية، وشغل في أُخر سنواته منصب عضو في مجلس الشيوخ الأيرلندي لدورتين. كان ييتس أحد القوى الدافعة خلف الصحوة الأدبية الأيرلندية. في عام 1923، مُنح جائزة نوبل في الأدب، وكان أول أيرلندي يحظى بهذا الشرف. يُعتبر ييتس عمومًا واحدًا من الكُتّاب القلائل الذين أتموا أعظم أعمالهم بعد أن مُنحوا جائزة نوبل، وهذا يتضمن البرج (1928) والسلم المتعرج وقصائد أخرى (1929).
بالإضافة إلى دبليو. بي. ييتس، كان الشاعران الأمريكيان تي. إس. إليوت (1888 – 1965) وإزرا باوند (1885 – 1972) من أوائل الشعراء الحداثيين المهمين. حصل إليوت على الجنسية البريطانية في عام 1927 لكنه وُلد وتلقى تعليمه في أمريكا. أشهر أعماله هي: «بروفروك» (1915)، والأرض اليباب (1921) الرباعيات الأربع (1935 – 1942). لم يكن إزرا باوند شاعرًا كبيرًا نشر الجزء الأول من النشيد في عام 1917 وحسب، بل مرشدًا هامًا لغيره من الشعراء، وأهمها في نصيحته التحريرية لقصيدة إليوت الأرض اليباب. كان من بقية الشعراء الأمريكيين الهامين الذين كتبوا في بداية القرن العشرين ويليام كارلوس ويليامز (1883 -–1963)، وروبرت فروست (1874 - 1963) الذي نشر أول مجموعة له في إنجلترا عام 1913، وإتش. دي (هيلدا دوليتل 1883 -–1963). كانت غيرترود شتاين (1874 -–1946)، وهي منفيّة أمريكية عاشت في باريس، اشتُهرت ببيت شعرها القائل: «الوردةُ وردةٌ وردةٌ وردة»، قوة أدبية هامة أيضًا في تلك الفترة الزمنية. نشرت الشاعرة الأمريكية ماريان مور (1887 - 1972) أعمالها منذ عشرينيات القرن الماضي حتى ستينياته.
لكن في حين كان مقدرًا للحداثية أن تصير حركة أدبية مهمة في العقود الأولى من القرن الجديد، كان ثمة الكثير من الأدباء الممتازين الذين لم يكونوا حداثيين، مثل توماس هاردي. خلال العقود الأولى من القرن العشرين، حافظ الشعراء الجورجيون مثل روبيرت برووك (1887 – 1915) ووالتر دي لا مار (1873 – 1956)، وجون ماسفيلد (1878 – 1967 شاعر البلاط منذ عام 1930) على نهج محافظ في الشعر عبر الجمع بين الرومانسية والعاطفية والمتعيّة، محصورة كما كانت بين العصر الفيكتوري بكلاسيكيته الصارمة، والحداثية برفضها الحاد للجمالية البحتة. يُعامل إدوارد توماس (1878 – 1917) في بعض الأحيان على أنه شاعر جورجي آخر. جُند توماس في عام 1915 وهو واحد من شعراء الحرب العالمية الأولى إلى جانب ويلفريد أوين (1893 – 1918) وروبيرت برووك (1887 – 1915)، وآيزاك روزنبرغ (1890 – 1917) وإدموند بلوندن (1896 – 1974) وسيغفريد ساسون (1886 – 1967).

### الدراما
كان كاتبا المسرحيات الأيرلنديين جورج برنارد شو (1856 – 1950) وجيه. إم. سينغ (1871 – 1909) مؤثرين في الدراما البريطانية. بدأت حياة شو المهنية في العقد الأخير من القرن التاسع عشر، في حين ترجع مسرحيات سينغ إلى العقد الأول من القرن العشرين. قيل إن أشهر مسرحيات سينغ، فتى الغرب المدلل، «سببت غضبًا وأعمال شغب وقتما قُدمت أول مرة» في دبلن في عام 1907. حول جورج برنارد شو المسرح الإدواردي إلى ميدان للسجال حول القضايا السياسية والاجتماعية المهمة، مثل الزواج، والطبقة، «وأخلاق التسلح والحرب»، وحقوق المرأة. كان الأيرلندي سيان أوكيسي (1880 - 1964) مؤلفًا دراميًا مهمًا في عشرينيات القرن الماضي وما تلاها. في عشرينيات القرن الماضي أيضًا، لاقى نويل كوارد (1899 – 1973) نجاحًا راسخًا بصفته كاتب مسرحيات، ونشر أكثر من خمسين مسرحية منذ سنيّ مراهقته فصاعدًا. ظل العديد من أعماله، مثل حمى القش (1925)، وحيوات خاصة (1930)، وخطة للعيش (1932)، وضحك الحاضر (1942) والروح المرحة (1941)، في ذخيرة أعمال المسارح القياسية.